# Кислово (Тверская область)
Кислово — деревня в Кимрском районе Тверской области. Входит в состав Устиновского сельского поселения.

## География
Находится в юго-восточной части Тверской области на расстоянии приблизительно 22 км на север по прямой от районного центра города Кимры в левобережной части района.

## История
Известна была с 1780-х годов как деревня из 3 дворов, владение Михаила Бектишева. В 1859 году здесь (деревня Корчевского уезда Тверской губернии) было учтено 7 дворов, в 1887 — 32.

## Население
Численность населения: 59 человек (1859 год), 150 (1887), 10 (русские 100 %) 2002 году, 12 в 2010.